# TALON

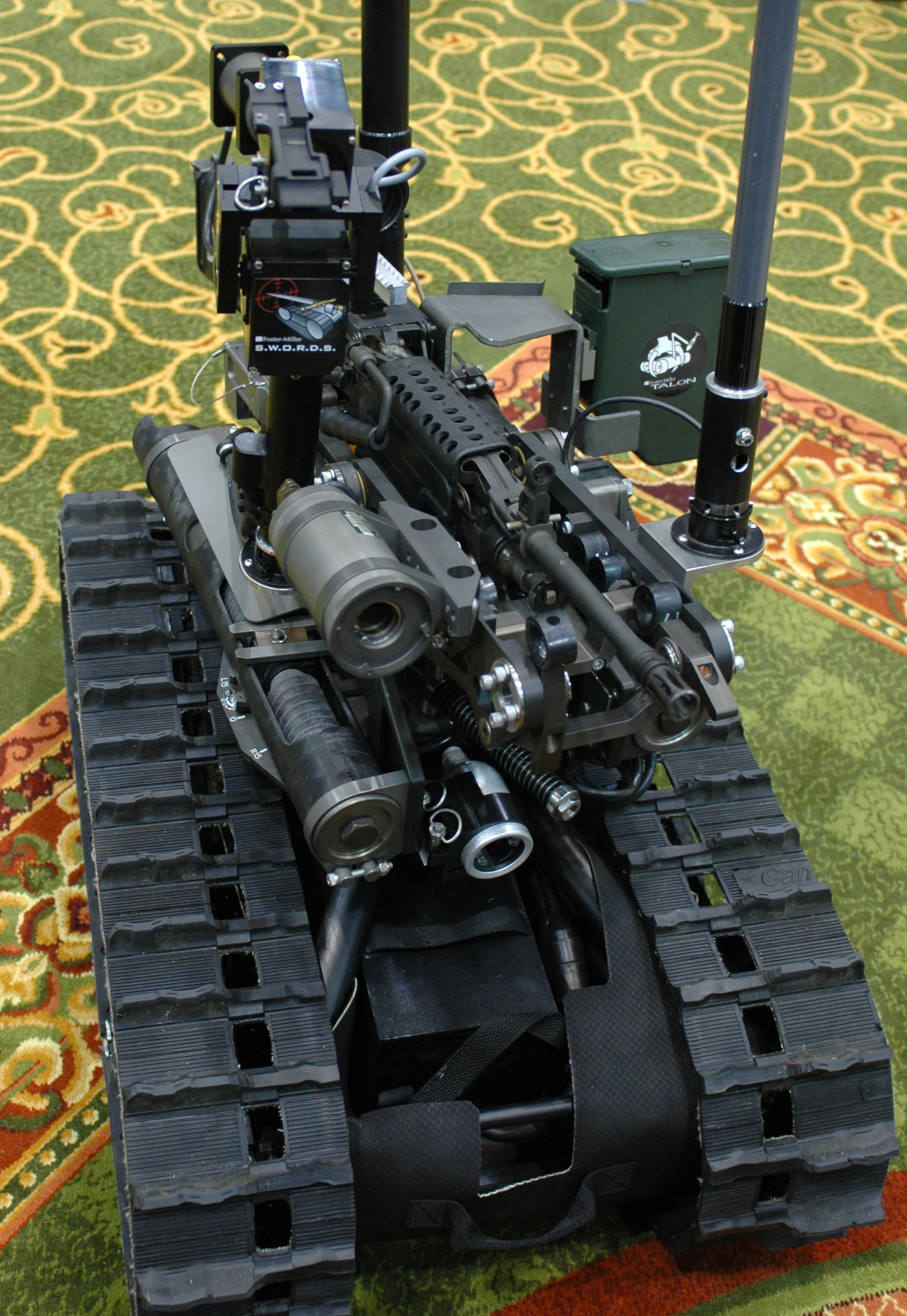
Swords Robot

De TALON is een robotplatform ontwikkeld door Foster-Miller voornamelijk voor militaire toepassingen.

## Beschrijving
Het platform kan worden ingezet voor diverse taken, zoals:
- Explosievenopruiming (EOD)
- Verkenning en communicatie
- Detectie en vervoer van gevaarlijke stoffen (Hazmat)
- Beveiliging en verdediging
- Reddingsopperaties

De robot is gemaakt om te kunnen opereren onder de moeilijkste omstandigheden, heeft amfibische eigenschappen en is waterbestendig tot een diepte van 30 meter. Hij kan uitgerust worden met meerdere typen camera's (zwart-wit, kleur, thermisch, zero-light), een grijparm, communicatiemiddelen, afleidingsapparaten en diverse sensoren: NBC (nucleair, biologisch, chemisch), straling, UXO/Countermine. De robot weegt 45 kilogram en is daardoor relatief makkelijk te vervoeren. De robot is ingezet in de oorlog in Bosnië (2002) voor EOD-missies, in 2001 bij de reddings- en bergingsoperatie van het World Trade Center in New York, sinds 2002 in de oorlog in Afghanistan en in Koeweit en Irak sinds 2003.

### Specificaties
| Naam                   | Talon                     |
| Hoogte                 | 27,9 cm – 1,3 m           |
| Breedte                | 57,2 cm                   |
| Lengte                 | 86,4 cm                   |
| Gewicht                | 22–64 kg                  |
| Snelheid               | 0–8,3 km/u                |
| Laadvermogen           | 45 kg                     |
| Capaciteit grijparm    | 45 kg                     |
| Trekvermogen           | 90 kg                     |
| Aanhanger gewicht      | 34 kg                     |
| Aanhanger laadvermogen | 126 kg                    |
| Bedieningspaneel       | 22,9×40,6×48,3 cm (H×B×L) |
| Gewicht                | 15 kg                     |

## Uitvoeringen
Van de robot bestaan specifieke configuraties:

### Recon
Een kleinere en lichtere versie van de TALON (27 kg).

### SWORDS
Special Weapons Observation Reconnaissance Direct-action System
- Bewapening: M16, M240, M249, Barrett 50 cal M107.
- Alternatieve bewapening voor 40mm-granaatwerper en M202-antitankraketsysteem.
- Hoog drijfvermogen en tractie voor inzetbaarheid in rul zand, modder, sneeuw of grof terrein.
- Bedienbaar via RF of glasvezel vanaf een bedieningspaneel (attachékofferformaat of PDA)
- Topsnelheid : 6,6 km/uur
- Batterijduur: 4 uur.

### MAARS
De opvolger van de SWORDS. Kan uitgerust worden met de krachtigere M240B. Daarnaast zijn er aanpassingen gedaan aan de bediening, situational awareness, beweegbaarheid en mobiliteit. De configuratie is gemakkelijker aan te passen aan de wensen en eisen van de inzet van de robot. Deze robot heeft een groter laadvermogen, groter koppel en hogere snelheid. Het totale systeem weegt ongeveer 159 kilogram.

### HAZMAT
Is speciaal aangepast voor het detecteren van gevaarlijke stoffen. Maakt gebruik van JAUS-software ("JAUS" staat voor Joint Architectire Unmanned Systems) om tot zeven verschillende sensoren aan te kunnen sluiten:
- Smiths APD 2000 WMD (Weapons of Mass Destruction) detector.
- BAE Systems Chem Sentry 150C WMD detector.
- Canberra AN/VDR beta and gamma radiation monitor.
- Draeger Multiwarn II industrial gas detector.
- RAE MultiRAE industrial gas detector.
- Nomadics Fido explosives detector.
- Raytek Target temperature probe.
- Optoional X-Ray kit available

### Engineer
Speciaal aangepast voor de genie en EOD om verdachte objecten te onderzoeken. Zo zijn de gevechtsopties vervangen van de zowel de robot als de bediening en heeft de robot zwaardere rupsbanden. Diverse hulpmiddelen zijn toegevoegd aan de grijparm, ook zijn er extra camera’s en een microfoon gemonteerd. De robot wordt tot op een afstand van 800 meter draadloos bediend.

### SWAT/MP
Een configuratie specifiek voor arrestatieteams of andere speciale teams van de politie en marechaussee. Deze configuratie kan bestaan uit de volgende onderdelen:
- Multi-shot TASER™ electronic control device with laser-dot aiming.
- Loudspeaker and audio receiver for negotiations.
- Night vision and thermal cameras.
- Variatie van dodelijke en niet-dodelijke wapens:
  - 40 mm grenade launcher - 2 rounds
  - 12-gage shotgun - 5 rounds
  - FN303 less-lethal launcher - 15 rounds.